# 포크로우

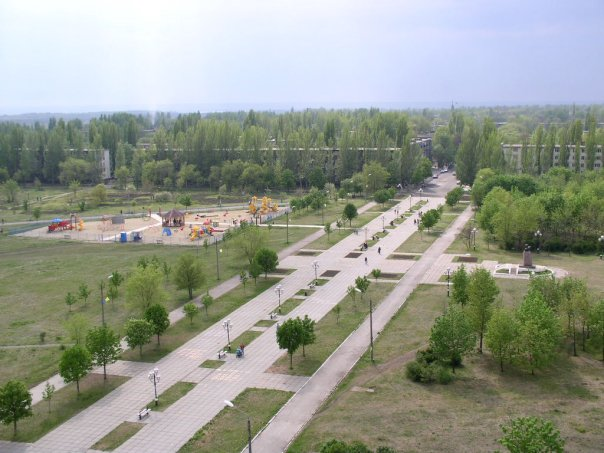
포크로우

포크로우(우크라이나어: Покров)는 우크라이나 중부에 위치한 드니프로페트로우스크주의 도시로 면적은 26km2, 높이는 71m, 인구는 41,374명(2013년 기준), 인구 밀도는 1,600명/km2이다.
1883년에 마을이 설립되었으며 1956년에 시로 승격되었다. 원래는 소련의 볼셰비키 정치인인 세르고 오르조니키제에서 이름을 딴 오르조니키제(우크라이나어: Орджонікідзе)라고 불렀으나 2016년에 탈공산화 정책에 따라 지금과 같은 이름으로 바뀌었다.

시기